# سارين
السارين (Sarin) هو سائل أو بخار لا لون له. تشمل عوارضه، التي تتوقف على مدى التعرّض له، غشاوة البصر، وصعوبة التنفس، واختلاج العضلات، والتعرق، والتقيّؤ، والإسهال، والغيبوبة، والتشنجات، وتوقف التنفس الذي يؤدي إلى الموت. يمكن أن يؤدي التعرض الطويل له إلى الموت، كما أظهر ذلك الهجوم بغاز السارين الذي قامت به جماعة «آوم شنريكيو» عام 1995 في محطة القطار في طوكيو.
السارين، ، هو أحد عوامل الحرب الكيماوية بشرية الصنع ويصنف كعامل أعصاب. عوامل الأعصاب هي أكثر عوامل الحرب الكيمائية المعروفة سمية وسرعة في التأثير، وهي تشبه أنواع معينة من المبيدات الحشرية المسماة بمركبات الفوسفات العضوي في طريقة عملها وأنواع الآثار الضارة التي تتسبب بها، إلا أن عوامل الأعصاب أكثر فعالية بكثير من مبيدات الحشرية الفوسفاتية العضوية. ونظرًا لفعاليته العالية، والنظر إليه على أنه من أسلحة الدمار الشامل، فقد تم حظر إنتاج السارين أو تخزينه أعتبارًا من أبريل 1997م، بموجب معاهدة حظر الأسلحة الكيمايئية عام 1993م.
السارين عبارة عن سائل رائق، بلا لون أو طعم، ولا تكون له رائحة حينما يكون نقيًا، ولكن يمكن أن يتبخر السارين ليصبح غازا وينتشر في البيئة. ويمكن أن يكون التعرض له مميتًا حتى في التركيزات المنخفضة للغاية، حيث يمكن أن يحدث الموت في غضون دقيقة إلى عشر دقائق بعد الاستنشاق المباشر لجرعة مميتة، ما لم يتم إعطاء الترياق بسرعة، وتحدث عملية الوفاة  بسبب الاختناق الشديد، حيث يعمل الغاز على شلل الجهاز التنفسي.

## التاريخ
اكتشف السارين عام 1938 في فوبرتال إيلبيرفيلد في ألمانيا من قبل اثنين من العلماء الألمان في محاولة لخلق أقوى المبيدات، بل هو الأكثر سمية من عوامل الأعصاب الأربعة G-عامل التي صنعت في ألمانيا . المركب الذي أعقب اكتشاف عامل الأعصاب التابون، وكان اسمه تكريما لأسماء مكتشفيه : غيرهارد شريدر، أوتو أمبروس، روديجر فان دير لينده.

## التأثيرات الصحية
مثل بعض العوامل العصبية الأخري التي تؤثر على الناقل العصبي الأستيل كولين، يقوم السارين بمهاجمة الجهاز العصبي عن طرق التدخل في حلل الناقل العصبي الأستيل كولين عند الوصلات العصبية العضلية. وعادة ما يحدث الموت نتيجة للاختناق بسبب عدم القدرة على التحكم في العضلات المشاركة في عملية التنفس.
وتتمثل الأعراض الأولية التي تظهر على الشخص بعد التعرض للسارين في: سيلان الأنف، وضيق الصدر، وضيق في حدقة العين، ثم يعاني الشخص من الغثيان وسيلان اللعاب، ثم يتطور الأمر إلى فقدان السيطرة على وظائف الجسم، فيحدث التقيئ والتبول، وبعد ذلك يحدث ارتعاش وتشنج، يدخل بعضها الشخص في مرحلة الغيبوبة. وقد تحدث الوفاة في بعض الحالات في غضون دقائق، وفي حالات أخرى قد تمتد إلي أسابيع حسب الحالة ونوعية التعرض للسارين.
ويتمتع غاز السارين بقدرته العالية على التقلب، أي التحول من الحالة السائلة إلى الحالة الغازية(بخار) مقارنة بعوامل الأعصاب المماثلة مما يجعل استنشاقه سهل للغاية، بل ويمكن أيضًا امتصاصه من خلال الجلد، بل حتى ايضًا ملابس الشخص التي تلامس غاز السارين، يمكنها إطلاق هذا الغاز لمدة قد تصل إلى 30 دقيقة، مما يعرض حياة الآخرين للخطر أيضًا.

## العلاج

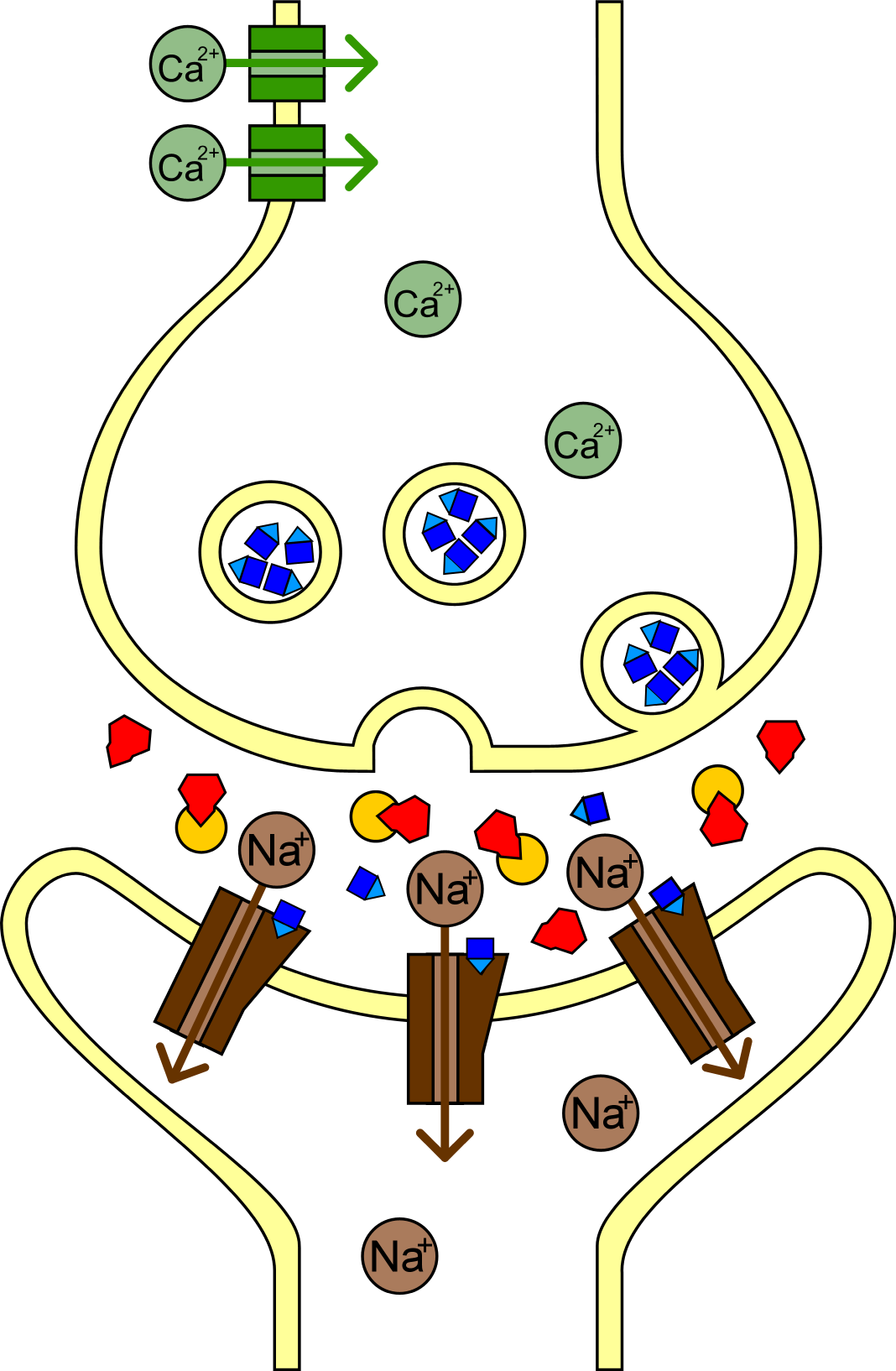

عند التعرض لغاز السارين، يجب ترك المكان الملوث في أسرع وقت ممكن، والبحث عن الهواء النقي إذا حدث التعرض للغاز في الداخل. أما في حال كان التعرض له في الهواء الطلق، يجب التوجه إلى أرض مرتفعة لأن السارين أثقل من الهواء. كما يجب إزالة الملابس الملوثة، وغسل العينين بالماء، وغسل الجلد بالماء والصابون. وفي حال تناوله، يجب عدم القيام بتحريض القيء أو تناول السوائل. وفي جميع الحالات يجب طلب الرعاية الطبية على الفور. حيث يتوفر الترياق في العديد من المستشفيات والمراكز الصحية. وعادة ما يكون العلاج من خلال استخدام ترياق الأتروبين، وترياق البراليدوكسيم، ويتم اعطاء الأتروبين من حيث كونه مضاد لمستقبلات الأستيل كولين؛ بغرض علاج الأعراض الفسيولوجية للتسمم الناتج عن التعرض لغاز السارين، كما أن ترياق البراليدوكسيم يمكنه تجديد الكولينستريز إذا ماتم اعطاءه في خلال خمس ساعات تقريبًا، وقد تم أيضًا وصف البيبيريدين والذي يباع تحت الاسم التجاري أكينتون، بوصفه بديلاً للأتروبين، وهو أيضًا مضاد للأسيتيل كولين، وتم وصفه نظرًا لفعاليته العالية.

## الاختبارات التشخيصية
لقد أظهرت الدراسات التي أجريت على عينة من الأصحاء أن جرعة غير سامة مقدارها 0.43 ملغ عن طريق الفم يتم تناولها في عدة أجزاء خلال فترة 3 أيام تسببت في انخفاض متوسط الحد الأقصى  في مستويات الأسيتيل كولينستراز في البلازما وكرات الدم الحمراء بنسبة 22 و 30٪، على التوالي،. كما تسببت جرعة واحدة حادة قدرها 0.5 ملغ في ظهور أعراض تسمم خفيفة وانخفاض متوسط قدره 38% في كلا مقياسي نشاط الأسيتيل كولينستراز. يتحلل السارين الموجود في الدم بسرعة سواء في الجسم الحي أو في المختبر. وتتمتع مستقلباته الأولية غير النشطة بنصف عمر في مصل الجسم الحي يبلغ حوالي 24 ساعة. تراوح مستوى مصل حمض الأيزوبروبيل ميثيل فوسفونيك غير المنضم (IMPA)، وهو منتج للتحلل المائي للسارين، بين 2-135 ميكروغرام/لتر لدى الناجين من هجوم إرهابي خلال الساعات الأربع الأولى بعد التعرض. يمكن تحديد السارين أو مستقلباته في الدم أو البول عن طريق التحليل اللوني للغاز أو السائل، في حين يتم قياس نشاط الأسيتيل كولينستراز عادةً بالطرق الأنزيمية.
وهناك طريقة أحدث تسمى "تجديد الفلورايد" أو "إعادة تنشيط الفلورايد" تكتشف وجود عوامل الأعصاب لفترة أطول بعد التعرض لها مقارنة بالطرق المذكورة أعلاه. إعادة تنشيط الفلورايد هي تقنية تم استكشافها منذ أوائل العقد الأول من القرن الحادي والعشرين. هذه التقنية تتجنب بعض أوجه القصور في الإجراءات القديمة. حيث لا يتفاعل السارين فقط مع الماء الموجود في بلازما الدم من خلال التحلل المائي (مكونًا ما يسمى بـ "المستقلبات الحرة")، ولكنه يتفاعل أيضًا مع البروتينات المختلفة لتكوين "مقربات البروتين". لا تتم إزالة هذه المقاربات البروتينية بسهولة من الجسم، وتبقى لفترة أطول من المستقلبات الحرة. إحدى المزايا الواضحة لهذه العملية هي أن فترة ما بعد التعرض لتحديد التعرض للسارين أطول بكثير، ربما من خمسة إلى ثمانية أسابيع وفقًا لدراسة واحدة على الأقل.

## السمية
باعتباره غاز أعصاب، يُقدر أن السارين في أنقى صوره أكثر فتكًا بـ 26 مرة من السيانيد. أما الجرعة المميتة  من السارين المحقون تحت الجلد في الفئران فتبلغ حوالي 172 ميكروغرام/كيلوغرام.
السارين شديد السمية، سواء عن طريق ملامسته للجلد أو استنشاقه. وتعتمد سمية السارين لدى البشر إلى حد كبير على حسابات الدراسات التي أجريت على الحيوانات. ويبلغ التركيز المميت للسارين في الهواء ما يقرب من 28-35 ملجم لكل متر مكعب في الدقيقة لمدة دقيقتين للتعرض من قبل شخص بالغ سليم يتنفس بشكل طبيعي. تقدر قيمة LCt95 أو LCt100 بـ 40-83 ملجم لكل متر مكعب لمدة تعرض تبلغ دقيقتين. يتطلب حساب التأثيرات لأوقات التعرض المختلفة والتركيزات اتباع نماذج محددة للحمل السام. وبشكل عام، فإن التعرض القصير لتركيزات أعلى يكون أكثر فتكًا من التعرض لفترة طويلة مماثلة لتركيزات منخفضة. وهناك طرق عديدة لإجراء مقارنات نسبية بين المواد السامة. تقارن القائمة أدناه السارين ببعض عوامل الحرب الكيميائية الحالية والتاريخية، مع مقارنة مباشرة بـ LCt50 التنفسي:
- سيانيد الهيدروجين، 2860 ملجم/(دقيقة·م3) - السارين أكثر فتكا بـ 81 مرة

- الفوسجين، 1500 ملجم/(دقيقة·م3)- السارين أكثر فتكا بـ 43 مرة
- خردل الكبريت، 1000 ملجم/(دقيقة·م3)– السارين أكثر فتكا بـ 28 مرة
- الكلور، 19.000 ملجم/(دقيقة·م3) - السارين أكثر فتكًا بـ 543 مرة

## الإنتاج والبنية
السارين هو جزيء حلزوني لأنه يحتوي على أربعة بدائل كيميائية مختلفة مرتبطة بمركز الفوسفور رباعي السطوح. يتحلل السارين بسرعة إلى مشتقات حمض الفوسفونيك غير السامة عند درجة الحموضة العالية. يمكن استخدام عدد من مسارات الإنتاج لتصنيع السارين. وعادة يتضمن التفاعل النهائي  ربط مجموعة الأيزوبروبوكسيل بالفوسفور عن طريق تحلل الكحول مع كحول الأيزوبروبيل. هناك نوعان مختلفان من هذه الخطوة النهائية شائعان. الأول هو تفاعل ميثيل فوسفونيل ثنائي فلوريد مع كحول الأيزوبروبيل، والذي ينتج خليط راسيمي من متصاوغات السارين مع حمض الهيدروفلوريك كمنتج ثانوي:
تستخدم العملية الثانية، المعروفة باسم عملية (دي- دي)، كميات متساوية من ميثيل فوسفونيل ثنائي فلوريد (ديفلورو) وثنائي كلوريد ميثيل فوسفونيل (ديكلورو). وينتج عن هذا التفاعل غاز السارين وحمض الهيدروكلوريك ومنتجات ثانوية أخرى. استخدمت الولايات المتحدة عملية دي-دي لإنتاج مخزونها الوحدوي من السارين.
والمخطط أدناه يُظهر مثالًا عامًا لاستخدام طريقة Di-Di كخطوة الأسترة النهائية؛ في الواقع، فإن اختيار الكواشف وظروف التفاعل يحدد كلاً من بنية المنتج والإنتاجية. إن اختيار الـ enantiomer للكلورو فلورو الوسيط المختلط المعروض في الرسم البياني هو أمر تعسفي، ولكن الاستبدال النهائي هو انتقائي للكلور على الفلورو كمجموعة مغادرة. يتم استخدام الجو الخامل والظروف اللامائية (تقنيات شلينك) لتخليق السارين والفوسفات العضوي الآخر
وبما أن كلا التفاعلين يتركان قدرًا كبيرًا من الحمض في المنتج، فإن السارين الذي يتم إنتاجه بكميات كبيرة بهذه الطرق له نصف عمر قصير دون مزيد من المعالجة، ويمكن أن يكون مسببًا للتآكل في الحاويات ويضر بأنظمة الأسلحة. تمت تجربة طرق مختلفة لحل هذه المشكلات. بالإضافة إلى تقنيات التكرير الصناعية لتنقية المادة الكيميائية نفسها، فقد تم تجربة إضافات مختلفة لمكافحة آثار الحمض، مثل:
- تمت إضافة ثلاثي بوتيل أمين إلى السارين الأمريكي المنتج في روكي ماونتن أرسنال.
- تمت إضافة ثلاثي إيثيل أمين إلى غاز السارين في المملكة المتحدة، بنجاح ضعيف نسبيًا. قامت طائفة أوم شينريكيو بإجراء تجارب على ثلاثي إيثيل أمين أيضًا.
- تم استخدام ثنائي ميثين الأنيلين N,N-Diethylaniline بواسطة أوم شينريكيو لتقليل الحموضة.[17]
- تمت إضافة ثنائي إيزوبروبيل كاربوديميد N,N′-Diisopropylcarbodimide إلى السارين المنتج في روكي ماونتن لمكافحة التآكل
- تم تضمين إيزوبروبيل أمين  كجزء من قذيفة المدفعية الميدانية M687 عيار 155 ملم، والتي كانت عبارة عن نظام سلاح ثنائي السارين  طوره الجيش الأمريكي.

## التفكك والعمر المفترض

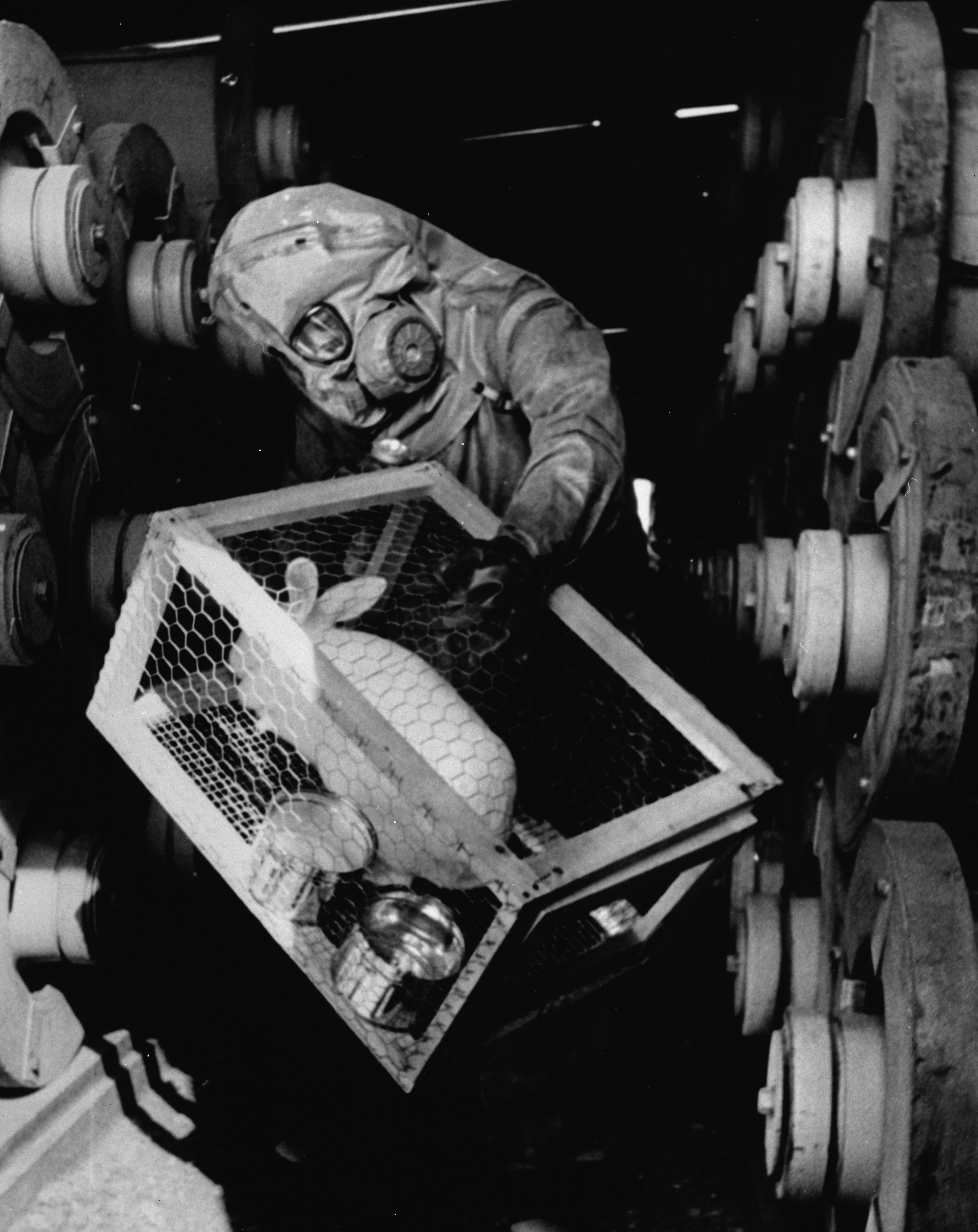
أرنب استخدم للتحقق من وجود تسرب في مصنع لإنتاج غاز السارين، روكي ماونتن ارسنال (1970)

التفاعلات الكيميائية الهامة لهاليدات فسفوريل هو التحلل المائى من موضع الرابط بين الفوسفور والفلور. الرابط P-F يتم كسره بسهولة عن طريق عامل أليف النواة، مثل المياه و مجموعة الهيدروكسيد. عند رقم هيدروجيني مرتفع، السارين يتحلل بسرعة إلى مشتق غير سام حمض الفوسفونيك .
السارين يتحلل بعد فترة تتراوح بين عدة أسابيع إلى عدة أشهر. العمر الافتراضي يمكن اختصارها من قبل شوائب في المواد الأولية المنتجة للسارين. وفقا لوكالة المخابرات المركزية، فقد علم أن بعض السارين العراقي كانت صلاحيته بضعة أسابيع فقط، ويعود ذلك أساسا إلى الشوائي الموجودة في المواد الأولية .
ويمكن تمديد العمر الافتراضي القصير من خلال زيادة نقاء السلائف والمواد الوسيطة ودمج مثبتات مثل تراى بيوتايل أمين .في بعض الصياغات، يتم استبدال تراى بيوتايل أمين من قبل داى أيزوبروبايل كاربوداياميد(DIC)، وذلك يسهم في السماح للسارين كى يتم تخزينهه في أغلفة من الألومنيوم . في الأسلحة الكيميائية الثنائية، يتم تخزين اثنين من المواد الأولية بشكل منفصل في نفس القذيفة حيث يتم خلطهما لتشكيل العامل الكيميائى مباشرة قبل أو عند قذفه في الرحلة. هذا النهج له فائدة مزدوجة لحل قضية الاستقرار والثبات وزيادة سلامة ذخائر السارين.

## استخدام السارين كسلاح

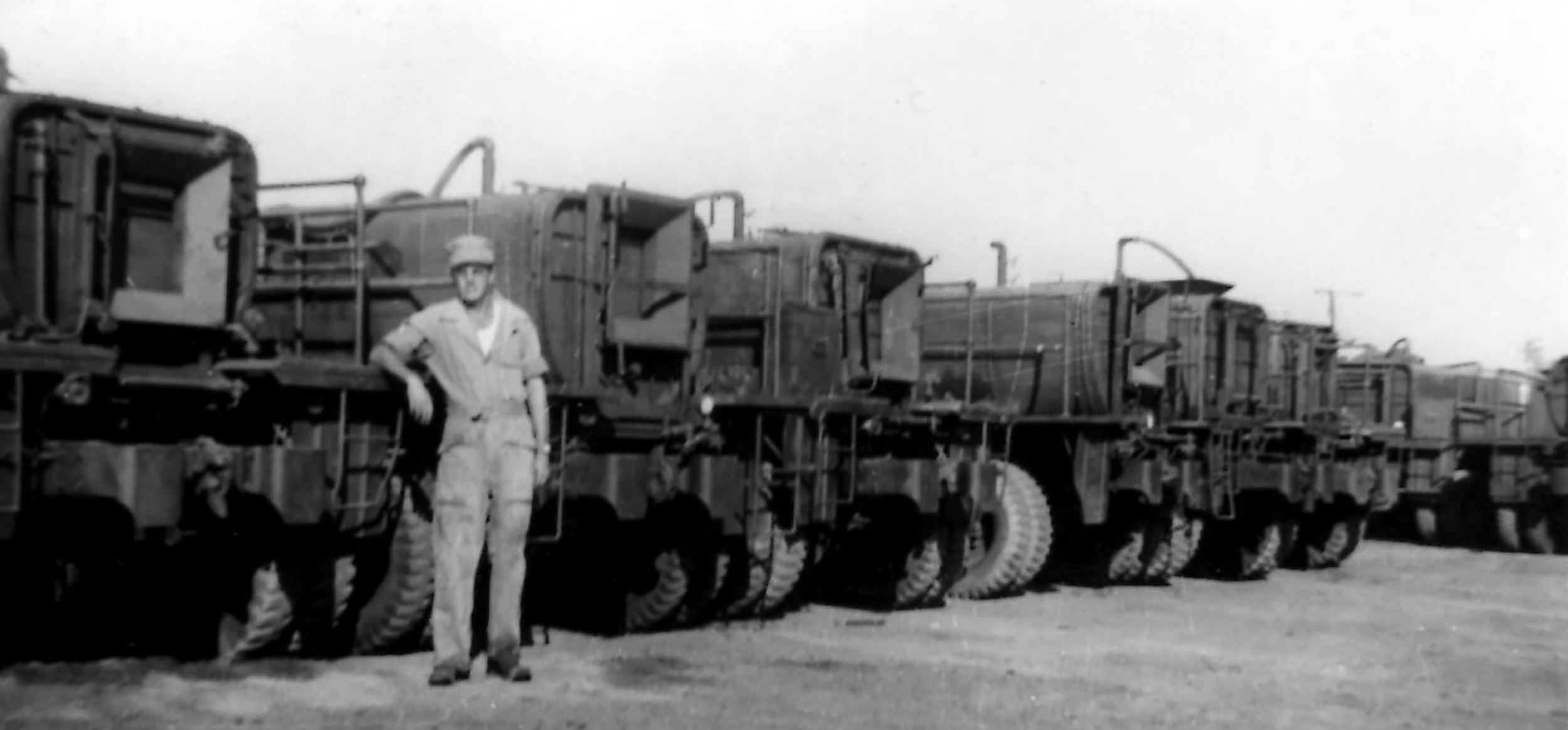

هناك العديد من الأحداث والصراعات الدولية، التي تم فيها أستخدام غاز السارين بوصفه سلاحًا فتاكًا. ونذكر من بين هذه الأحداث:

### الحرب الإيرانية العراقية
من المحتمل أن يكون قد تم استخدام السارين وغيره من عوامل الأعصاب في الحرب الكيمائية أثناء الحرب الإيرانية العراقية. في الثمانينات من القرن العشرين، 
وقد تم استخدام السارين في هجومين إرهابيين باليابان عام 1994 وعام 1995.في 20 مارس 1995، قام أعضاء من أوم شنريكيو بتنفيذ هجوم في مترو أنفاق طوكيو باستخدام غاز السارين، أدت إلى مقتل 12 شخص وتأثر الآلاف من آثار الغاز. على أثر هذه العملية اعتقل عشرات المنتمين للجماعة وتم إيقاف نشاط الجماعة نهائيا. كما اعتقل أساهارا شوكو بعد أن وجد في غرفة تابعة للجماعة يتأمل.
تم توجيه تهمة قتل 27 شخص في 13 حادثة منفصلة لأساهارا، حيث تبين أن أساهارا قام بإصدار الأوامر لتنفيذ هجوم مترو أنفاق طوكيو بهدف حسب ادعائه «إزاحة الحكومة وتنصيب نفسه ملكا على اليابان».
في 15 سبتمبر 2006 حكم بالإعدام على أساهارا شوكو بعد محاكمة طويلة دامت ما يقارب عشر سنوات بعد أن رفضت المحكمة الأخذ بمبررات الدفاع الذي شدد على ان اساهارا مختل عقليا لا يمكن التواصل معه على ما ذكرت وسائل الاعلام، إلا أن الحكم لم ينفذ بعد. 
أعترف النظام العراقي السابق بإنتاج ما بين 100 و150 طناً مترياً من غاز السارين، وحوّله إلى سلاح عند تعبئته في قنابل مدفعية، وصواريخ 122 ملليمترا، وقنابل جوّية.

### الهجوم الكيميائي على خان شيخون
من المرجح استخدام السارين كسلاح في الهجوم الكيميائي على خان شيخون والذي يعتقد أنه من تنفيذ الحكومة السورية حيث وقع الهجوم في مدينة خان شيخون التي تسيطر عليها قوات المعارضة السورية بريف إدلب، مما أدى إلى وقوع 100 قتيل جلهم من الأطفال، ونحو 400 مصاب. تختلف الآراء حول مصدر الغازات السامة بعد وقوع القصف؛ حيث تقول المعارضة السورية أنه تمّ استخدام غاز السارين في القصف والأعراض التي يعاني منها المصابين ترجح ذلك، والتي تتمثل بخروج زبد أصفر من الفم وتشنج كامل. وقد نفت الحكومة السورية استخدام أي سلاح کيميائي معربة أنه ليس لديها أي نوع من الأسلحة الكيميائية منذ تسليم ترسانتها الكيميائية من قبل وبأنها لم تقم باستخدمها سابقا. بينما تؤكد وزارة الدفاع الروسية أن طائرات سلاح الجو السوري قصفت مستودعا للذخائر يحتوي على أسلحة كيميائية ومعملا لإنتاج قنابل تحتوي على مواد سامة، في حين رفضت فرنسا على لسان مندوبها لدى الأمم المتحدة فرانسوا ديلاتر الرواية الروسية.

## استخدام غاز السارين في سوريا
- . في 21 اغسطس 2013 قصف النظام السوري منطقة  الغوطة بغاز السارين، وقد اسفر القصف عن مقتل 1429 شخص بينهم 426 طفلاً، واعلن وزير الخارجية الأمريكي جون كيري ان بلاده واثقة من ان قوات بشار الاسد قد أستخدمت غاز السارين في قصفها لريف دمشق.[29]

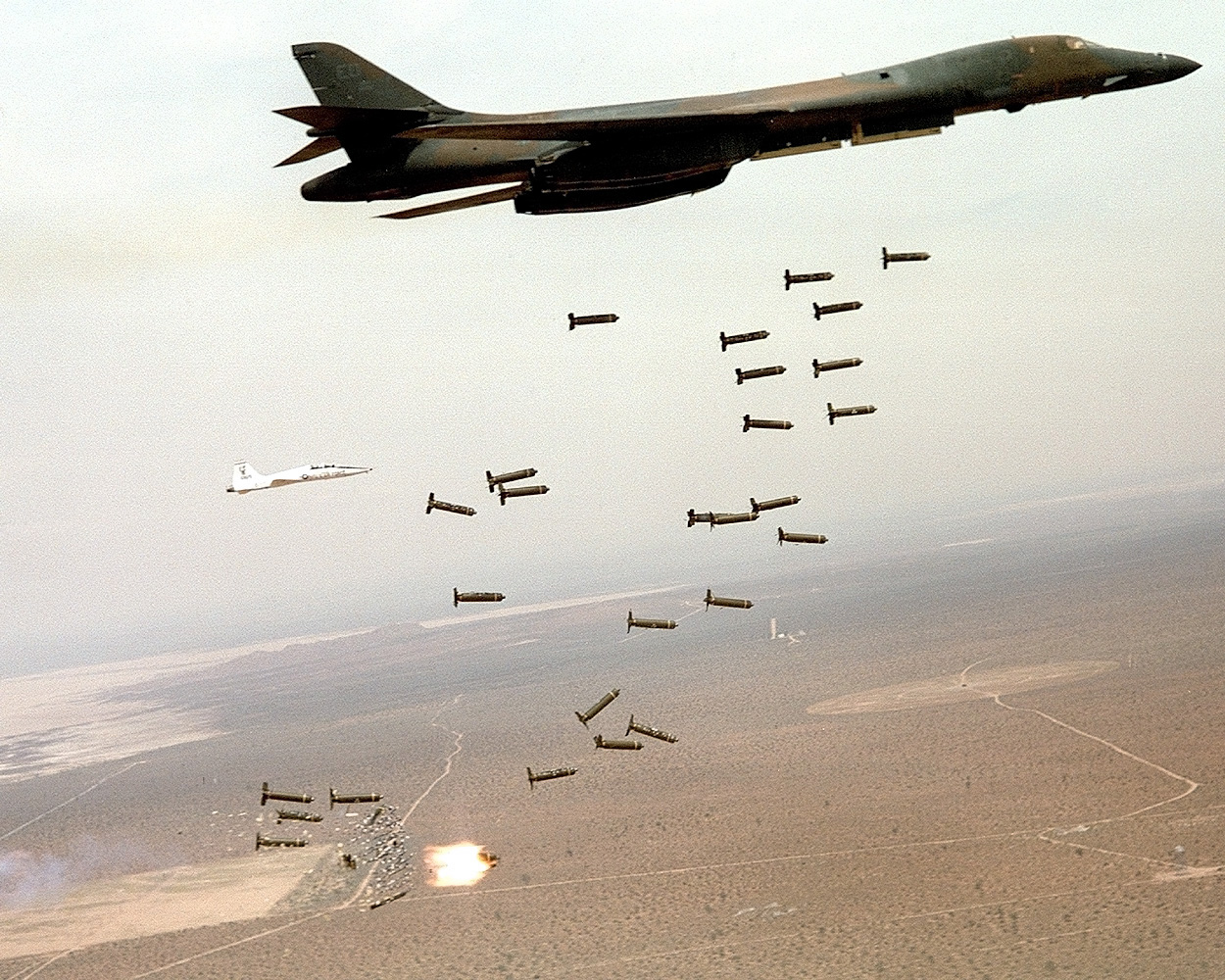

- وفي 2 نوفمبر 2016 تم استخدامه في مدينة حلب من قبل قوات النظام السوري على منطقة الحمدانية في المدينة حلب.[بحاجة لمصدر]
- وفي فجر 4 أبريل 2017 تم استخدام غاز السارين في قصف خان شيخون بريف إدلب من قبل قوات نظام السوري بإطلاق أربع قنابل كيميائية أدت إلى مقتل أكثر من 100 شخص اختناقا معظمهم من الأطفال[30] وتم أبادة عائلات بأكملها.

## متفرقات متعلقة بسلاح غاز السارين
- يوليو 2023، قامت الولايات المتحدة الأمريكية بتدمير آخر أسلحتها الكيميائية المعلنة، وهو صاروخ M55 المملوء بغاز السارين.[31]
- مارس 2013، هجوم  كيميائي على خان العسل؛ وهي بلدة غرب مدينة حلب في سوريا وقد تم استخدام غاز السارين في الهجوم، مما أسفر عن مقتل 28 شخصًا وإصابة 28 آخرين.
- في 2002، ربما تم اغتيال المتشدد الموالي للشيشان ابن الخطاب بغاز السارين على يد الحكومة الروسية.
- في 1995، تم هجوم بغاز السارين على مترو أنفاق طوكيو؛ حيث أطلقت طائفة أوم شينريكيو شكلاً غير نقي من غاز السارين في مترو طوكيو. توفي على أثره اثني عشر شخصًا وأصيب أكثر من 6200 شخص.[32]
- في1994، وقعت حادثة ماتسوموتو؛ حيث أطلقت الطائفة الدينية اليابانية أوم شينريكيو شكلاً غير نقي من غاز السارين في ماتسوموتو، ناغانو، مما أسفر عن مقتل ثمانية أشخاص، وإصابة أكثر من 500 شخص.
- في 1993، تم التوقيع على اتفاقية الأمم المتحدة للأسلحة الكيميائية من قبل 162 دولة، والتي تحظر إنتاج وتخزين العديد من الأسلحة الكيميائية، بما في ذلك غاز السارين. وقد دخلت الاتفاقية حيز التنفيذ في 29 أبريل/نيسان 1997، ودعت إلى التدمير الكامل لجميع المخزونات المحددة من الأسلحة الكيميائية بحلول أبريل/نيسان 2007.[1] وعندما دخلت الاتفاقية حيز التنفيذ، أعلنت الأطراف عن مخزونات عالمية تبلغ 15.047 طنًا من غاز السارين. وحتى 28 نوفمبر 2019، تم تدمير 98% من المخزونات.[33]
- في مارس 1988، تم الهجوم الكيميائي على حلبجة؛ وعلى مدى يومين في شهر مارس/آذار، قصفت طائرات القوات الجوية العراقية التابعة لصدام حسين مدينة حلبجة ذات العرقية الكردية في شمال العراق (التي يبلغ عدد سكانها 70 ألف نسمة) بالقنابل الكيميائية بما في ذلك غاز السارين. قُتل ما يقدر بنحو 5000 شخص، معظمهم من المدنيين تقريبًا.[34]
- في 1976، كلف جهاز المخابرات التشيلية، DINA، عالم الكيمياء الحيوية أوجينيو بيريوس بتطوير غاز السارين ضمن برنامجها، لاستخدامه كسلاح ضد خصومه. وقد كان أحد أهداف DINA هو تعبئتها في علب رش لسهولة الاستخدام، والتي، وفقًا لشهادة وكيل DINA السابق مايكل تاونلي، كانت أحد الإجراءات المخطط لها في اغتيال أورلاندو ليتيلير عام 1976. شهد بيريوس لاحقًا أنه تم استخدامه في عدد من الاغتيالات وكان من المخطط استخدامه لقتل السكان، من خلال تسميم إمدادات المياه في العاصمة الأرجنتينية بوينس آيرس.[35]
- في 1957، توقف الإنتاج المنتظم لأسلحة السارين الكيميائية في الولايات المتحدة، على الرغم من إعادة تقطير المخزونات الموجودة من السارين حتى عام 1970.
- في 1953، توفي رونالد ماديسون البالغ من العمر 20 عامًا، وهو مهندس في سلاح الجو الملكي من كونسيت، مقاطعة دورهام، أثناء اختبار السارين على البشر في منشأة بورتون داون لاختبار الحرب الكيميائية في ويلتشير، إنجلترا. بعد عشرة أيام من وفاته، أُجري تحقيق سري وصدر من خلاله حكم خاطئ. وفي عام 2004، أعيد فتح التحقيق، وبعد جلسة تحقيق استمرت 64 يومًا، قضت هيئة المحلفين بأن ماديسون قُتل بشكل غير قانوني من خلال "استخدام غاز أعصاب في تجربة غير علاجية".[36]
- في بدايات الخمسينيات، اعتمد الناتو غاز السارين كسلاح كيميائي قياسي. وقد أنتج اتحاد الجمهوريات الاشتراكية السوفياتية والولايات المتحدة غاز السارين للأغراض العسكرية.
- في منتصف عام 1939، تم تمرير تركيبة العامل إلى قسم الحرب الكيميائية في مكتب أسلحة الجيش الألماني، الذي أمر بإدخاله إلى الإنتاج الضخم لاستخدامه في زمن الحرب. وبحلول نهاية الحرب العالمية الثانية. تراوحت  تقديرات إجمالي إنتاج السارين من قبل ألمانيا النازية من 500 كجم إلى 10 أطنان. وعلى الرغم من أن غاز السارين والتابون والسومان كانت مدمجة في قذائف المدفعية ، إلا أن ألمانيا لم تستخدم غازات الأعصاب ضد أهداف الحلفاء . فقد رفض أدولف هتلر البدء في استخدام الغازات مثل السارين كأسلحة.[37]